# Коммунистическая партия Кубы
Коммунистическая партия Кубы (КПК; исп. Partido Comunista de Cuba, PCC) — кубинская левая политическая партия, основанная в 1925 году и воссозданная 3 октября 1965 года. Правящая и единственная легальная партия на Кубе.

## История
Была основана в Гаване в августе 1925 года как Кубинская коммунистическая партия (исп. Partido Comunista Cubano). Основателями партии были Карлос Балиньо, Хулио Антонио Мелья и Хосе Мигель Перес Перес. В 1926 году КПК была объявлена вне закона и вплоть до сентября 1938 года действовала в подполье.
Выйдя из подполья, в условиях нарастания демократического движения в стране, КПК приняла в 1939 году участие в выборах в Учредительное собрание, получив 6 депутатских мест. Депутаты-коммунисты сыграли видную роль в подготовке и принятии прогрессивной конституции (1940). В том же году, в результате объединения КПК и Революционного союза, получила название Революционно-коммунистический союз; генеральным секретарём стал Блас Рока, а председателем — Хуан Маринельо. Партия первоначально поддержала Херардо Мачадо и Фульхенсио Батисту. Лидер коммунистов Карлос Рафаэль Родригес даже вошёл в правительство Батисты в 1940 году как министр без портфеля. В январе 1944 года партия была переименована в Народно-социалистическую партию Кубы (НСПК).
После государственного переворота (1952) и установления Фульхенсио Батистой диктаторского режима НСПК выступила против него и в ноябре 1953 года деятельность партии была запрещена. Хотя она не поддерживала борьбу повстанцев Фиделя Кастро с самого начала, в 1958 году НСПК выступила в их поддержку.

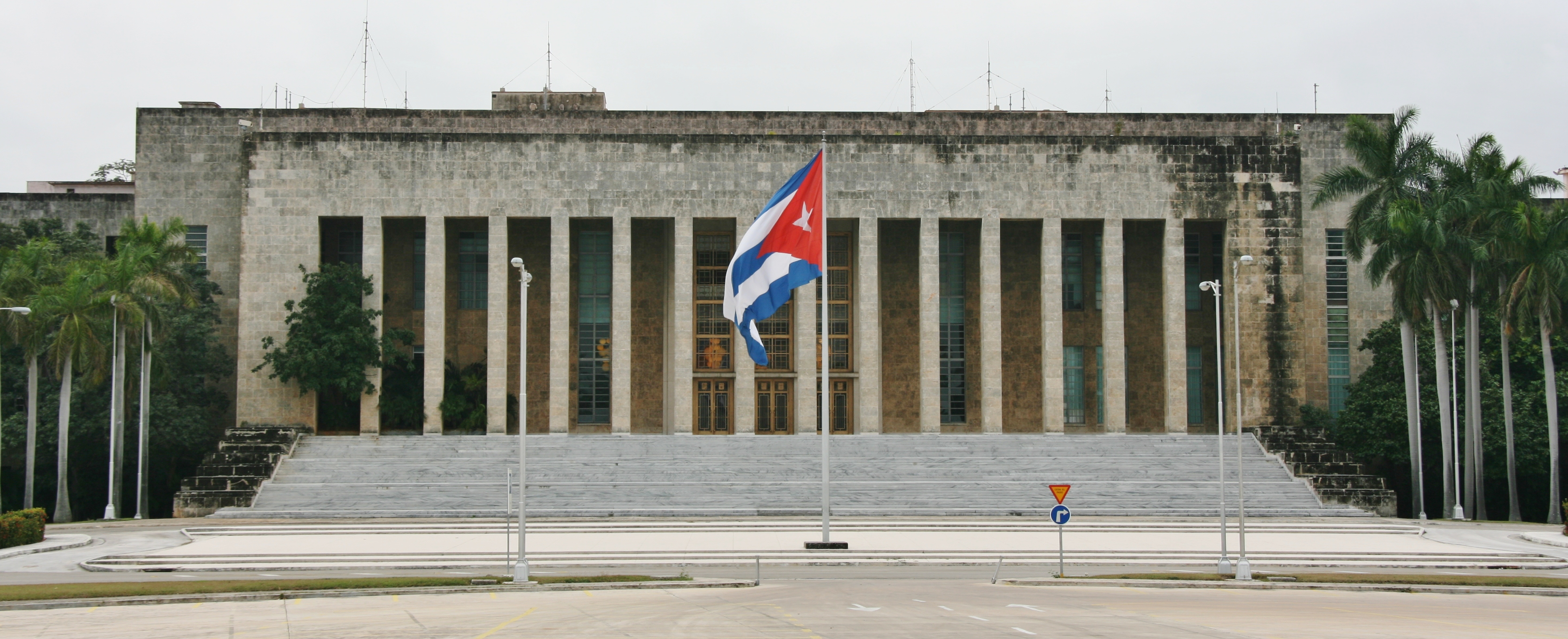
Здание ЦК Коммунистической партии Кубы

В 1961 году НСПК объединилась с «Движением 26 июля» и с «Революционным директоратом 13 марта», образовав Объединённые революционные организации (исп. Organizaciones Revolucionarias Integradas), которые в 1962−63 были преобразованы в Единую партию социалистической революции Кубы (исп. Partido Unido de la Revolución Socialista de Cuba). В октябре 1965 последняя была переименована в Коммунистическую партию Кубы.
В том же 1965 году партия организовала свой Центральный Комитет в завершение процесса объединения всех революционеров. 
13 октября 1970 года Нора Фромета (вступившая в коммунистическую партию Кубы в 1967 году) заняла должность министра лёгкой промышленности Кубы (и стала женщиной-министром в составе правительства Кубы).
В 1975 году прошёл I Съезд КПК, последующие проходили в 1980, 1986, 1991, 1997, 2011, 2016 и 2021 годах.
На протяжении последних 40 лет КПК демонстрирует высокий уровень единства, первый и последний в её истории внутрипартийный конфликт, т. н. дело о микрофракции, имел место в 1966—1968 годах — группа «фракционеров» (Анибаль Эскаланте, Рикардо Бофиль, в общей сложности более сорока человек) приговорена к тюремному заключению. Первым секретарём ЦК КПК около 50 лет являлся Фидель Кастро, затем 15 лет (первые пять лет — и. о.) Рауль Кастро, с 2021 года — Мигель Диас-Канель.

## Съезды
Согласно уставу, съезд является высшим органом Коммунистической партии Кубы. Собирается регулярно раз в 5 лет, а по созыву Пленума ЦК - внеочередно. Избирает Центральный Комитет, утверждает программу или программные направления и Устав партии. I съезд КПК, созванный через 10 лет после основания партии, состоялся в 1975 году в  Гаване, II Съезд был проведен в 1980 году, III Съезд в 1985 году, IV Съезд в 1991 году прошел в  Сантьяго-де-Куба  и V Съезд в 1997 году в Гаване.
VI Съезд партии, спустя четырнадцать лет, несколько попыток и после длительного процесса подготовки, состоялся с 16 по 19 апреля 2011 года. Его центральной повесткой дня было утверждение Основ экономической и социальной политики, документа, содержащего экономическую реформу, определяемую как адаптация социализма к новым временам. Этот Съезд является историческим, поскольку ознаменовал уход в отставку Фиделя Кастро с поста первого секретаря и назвал себя последним съездом поколения, которое продвигало Революцию.
VII Съезд проходил с 16 по 19 апреля 2016 года. На этом заседании была одобрена обновленная версия Основных направлений экономической и социальной политики, а также Концептуализация социалистической модели и План стратегического развития до 2030 года. Был переизбран Рауль Кастро и Хосе Рамон Мачадо Вентура руководителями .
| Съезд      | Даты                                       | Делегаты |
| ---------- | ------------------------------------------ | -------- |
| I Съезд    | 17 Декабря 1975 – 22 Декабря 1975 (6 дней) | 3,116    |
| II Съезд   | 17 Декабря 1980 – 20 Декабря 1980 (4 дня)  | 1,780    |
| III Съезд  | 4 Февраля 1986 – 7 Февраля 1986 (4 дня)    | 1,784    |
| IV Съезд   | 10 Октября 1991 – 14 Октября 1991 (5 дней) | 1,772    |
| V Съезд    | 8 Октября 1997 – 10 Октября 1997 (4 дня)   | 1,500    |
| VI Съезд   | 16 Апреля 2011 – 19 Апреля 2011 (4 дня)    | 997      |
| VII Съезд  | 16 Апреля 2016 – 19 Апреля 2016 (4 дня)    | 995      |
| VIII Съезд | 16 Апреля 2021 – 19 Апреля 2021 (4 дня)    | 300      |

## Первые секретари
| № | Первый секретарь        | Начало полномочий | Конец полномочий | Примечание         |
| - | ----------------------- | ----------------- | ---------------- | ------------------ |
| 1 | Хосе Мигель Перес Перес | август 1925       | 1934             |                    |
| 2 | Блас Рока               | 1934              | 24 июня 1961     |                    |
| 3 | Фидель Кастро           | 24 июня 1961      | 19 апреля 2011   |                    |
| 4 | Рауль Кастро            | 19 апреля 2011    | 19 апреля 2021   | Брат Фиделя Кастро |
| 5 | Мигель Диас-Канель      | 19 апреля 2021    | Настоящее время  |                    |